# Тамир, Шмуэль
Шмуэль Тамир (ивр. שמואל תמיר‎, фамилия при рождении — Кацнельсон; 10 марта 1923, Иерусалим, Подмандатная Палестина — 29 июня 1987, Герцлия, Израиль) — израильский адвокат, государственный деятель, министр юстиции Израиля (1977—1980).

## Биография
Родился в семье Реувена Кацнельсона (члена «Еврейского легиона», сержанта подразделения Иосифа Трумпельдора в битве при Галлиполи) и Бат-Шевы Кацнельсон (депутат кнессета).
В 1938 г. вступил в военную организацию «Иргун» и вскоре начал обучение на юридическом факультете Еврейского университета в Иерусалиме. В феврале 1944 г. он был назначен заместителем командира «Иргун» и начальником его секретной службы в районе Иерусалима. В этой должности он сыграл важную роль в подрыве городского налогового управления в ходе операции 26 февраля 1944 г. Впоследствии британскими военными властями он был на два года (1944—1946) заключен в тюрьму. Затем был выслан в Кению, где ему была предоставлена возможность закончить свое юридическое образование.
После провозглашения независимости Израиля 14 мая 1948 г. он вернулся на родину. Вместе с Менахемом Бегиным он был одним из соучредителей «Херута», из которого вышел в 1952 г. Затем он взял себе фамилию Тамир. В 1950-х гг. он стал известным юристом. Был адвокатом в процессе против Рудольфа Кастнера и также в качестве адвоката был активным участником судебного процесса над Адольфом Эйхманом. В 1957 г. он основал партию «Новый режим», в которую также вошёл признанный естествоиспытатель и философ религии Йешаяху Лейбович. Однако он покинул партию, в то время как Тамир все больше переходил на крайние правые взгляды. В 1964 г. вступил в «Херут», но в 1966 г. был исключен из партии после того как попытался сместить лидера партии Бегина и за попытку провести через кнессет законопроект об абортах.
В ноябре 1965 г. был впервые избран в кнессет, в котором состоял до июля 1981 г. с кратким перерывом с января по июнь 1977 г. С 1974 по 1977 г. занимал пост председателя экономического комитета кнессета.
После исключения из «Херута» он вместе с Элиэзером Шостаком и Авраамом Тиаром основал партию «Свободный центр», которая в 1973 г. вступила в партийный альянс «Ликуд» под председательством Бегина. Ему также удалось убедить в правильности такого шага других политиков в новой партии, таких как бывший депутат кнессета Мордехай Ольмерт, отец впоследствии ставшего премьер-министром Эхуда Ольмерта. Ольмерт-младший вскоре стал одним из его ближайших соратников и поклонников. В январе 1977 г. Тамир отказался от своего мандата в кнессете, однако вскоре после этого вступил в «Демократическое движение за перемены», от списка которого был переизбран депутатом кнессета на выборах 13 июня 1977 г. После раскола партии сохранил свой мандат с 1980 г. как беспартийный депутат.
В 1977—1980 гг. — министр юстиции Израиля. Инициировал ряд правовых реформ, в том числе внесение поправок в «Закон о чрезвычайном положении». Отношения между ним и Бегиным становились все более враждебными, в частности, в связи с тем, что министр запретил публиковать в мемуарах бывшего премьер-министра Ицхака Рабина фрагменты о захвате городов Лод и Рамла в Арабо-израильской войне (1947—1949).
В 1983—1985 г. возглавлял израильскую делегацию, созданную для освобождения военнопленных после Ливанской войны (1982).